# Andrew Rikunenko
Andrew Rikunenko (2 de octubre de 1970) es un deportista británico que compitió en tiro con arco, en la modalidad de arco compuesto. Ganó una medalla de plata en el Campeonato Mundial de Tiro con Arco en Sala de 2009 y una medalla de oro en el Campeonato Europeo de Tiro con Arco al Aire Libre de 2010.

## Palmarés internacional
| Campeonato Mundial en Sala       | Campeonato Mundial en Sala | Campeonato Mundial en Sala | Campeonato Mundial en Sala |
| Año                              | Lugar                      | Medalla                    | Prueba                     |
| -------------------------------- | -------------------------- | -------------------------- | -------------------------- |
| 2009                             | Rzeszów (Polonia)          | Medalla de plata           | Equipo                     |
| Campeonato Europeo al Aire Libre |                            |                            |                            |
| Año                              | Lugar                      | Medalla                    | Prueba                     |
| 2010                             | Rovereto (Italia)          | Medalla de oro             | Individual                 |